# Tchadi (Tibiri)
Tchadi (auch: Tchiadi, Tiadi) ist ein Dorf in der Landgemeinde Tibiri in der Region Maradi in Niger.

## Geographie
Das von einem traditionellen Ortsvorsteher (chef traditionnel) geleitete Dorf befindet sich rund 35 Kilometer südwestlich des Hauptorts Tibiri der gleichnamigen Landgemeinde, die zum Departement Guidan Roumdji in der Region Maradi gehört. Zu den Siedlungen in der näheren Umgebung von Tchadi zählen Toda Peulh im Nordwesten, Nwala Dan Tsofoua und Guidan Sori im Nordosten, Kollya und Sarkin Yamma im Osten, Moullé Sofoua und Lilli im Südosten sowie Dan Kano im Süden.
Tchadi ist Teil der Übergangszone zwischen Sahel und Sudan. Die durchschnittliche jährliche Niederschlagsmenge beträgt hier zwischen 400 und 500 mm.

## Geschichte
Tchadi wurde Anfang des 20. Jahrhunderts von einem gleichnamigen Mann aus Katsina gegründet. Das Dorf hieß zu Beginn Ajé Gatari. Von den anfänglich fünf Teichen in der Umgebung versandeten drei und zwei führen nur noch für zwei Monate im Jahr Wasser. Löwen und Hyänen, die früher hier lebten, verloren ihren Lebensraum.
Aus dem Nordwesten des Nachbarlands Nigeria flüchteten aufgrund der sich verschlechternden Sicherheitslage von April bis Juli 2009 mehr als 35.000 Menschen in die Departements Guidan Roumdji und Madarounfa in Niger. Tchadi gehörte zu den Orten, die Flüchtlinge aufnahmen. Mit Stichtag 31. August 2019 handelte es sich dabei um 3130 Personen. Laut einer Erhebung vom September 2022 lebten in Tchadi 140 Vertriebene aus 20 Haushalten.

## Bevölkerung
Bei der Volkszählung 2012 hatte Tchadi 1387 Einwohner, die in 173 Haushalten lebten. Bei der Volkszählung 2001 betrug die Einwohnerzahl 975 in 127 Haushalten und bei der Volkszählung 1988 belief sich die Einwohnerzahl auf 615 in 87 Haushalten.
In ethnischer Hinsicht leben Angehörige der Hausa-Untergruppe Gobirawa im Dorf. Die Bevölkerungsdichte in diesem Gebiet ist für nigrische Verhältnisse hoch.

## Wirtschaft und Infrastruktur
Auf den Dünen um Tchadi werden Hirse, Sorghum, Augenbohnen, Erdnüsse, Sauerampfer, Sesam, Maniok und Mais angebaut. Das Gebiet der Ebenen im südlichen Teil der Region Maradi, in dem die Siedlung liegt, ist von einer anhaltenden Degradation der ackerbaulichen Flächen gekennzeichnet, die mit der hohen Bevölkerungsdichte in Zusammenhang steht. Zum gehaltenen Nutzvieh zählen Ziegen, Schafe und Rinder. Bei der Siedlung ist ein Weidegebiet ausgewiesen.
Im Dorf ist ein Gesundheitszentrum des Typs Centre de Santé Intégré (CSI) vorhanden. Der CEG Tchadi ist eine Schule der Sekundarstufe des Typs Collège d’Enseignement Général. Außerdem gibt es zwei Grundschulen.